# Wally Green
Wally Green, właśc. Walter Stanley Green (ur. 25 lutego 1918 w Londynie, zm. 11 grudnia 2007) – brytyjski żużlowiec.

## Życiorys
W swojej karierze raz wystąpił w turnieju finałowym indywidualnych mistrzostw świata. Miało to miejsce w 1950 roku, gdy zajął 2. miejsce i zdobył srebrny medal mistrzostw świata. Nigdy wcześniej, ani później nie udało mu się zakwalifikować do tych zawodów.
W latach 1946–1955 reprezentował barwy klubu West Ham Hammers.

## Przynależność klubowa
Wielka Brytania
- West Ham Hammers (1946–1955)